# Macropus
A Macropus a kengurufélék (Macropodidae) családjának egyik legismertebb neme, melybe 14 faj tartozik. Hosszúlábú kenguruk néven is ismertek. Egy fajuk, a keleti Irma-wallaby mára kihalt.
Közéjük tartoznak a legnagyobb ma élő erszényesfajok, a szürke óriáskenguruk és a vörös óriáskenguru is. Ezenkívül a hegyikengurukat és a vallabik fajainak többségét is ide sorolják.

## Rendszerezésük
A nembe az alábbi alnemek és fajok tartoznak:
- Notamacropus alnem, wallabyk, 8 faj
  - fürge wallaby (Macropus agilis)
  - csíkoshátú wallaby (Macropus dorsalis)
  - Derby-kenguru (Macropus eugenii)
  - keleti Irma-wallaby (Macropus greyi) – kihalt
  - nyugati Irma-wallaby (Macropus irma)
  - Parma-kenguru (Macropus parma)
  - szép wallaby (Macropus parryi)
  - Bennett-kenguru (Macropus rufogriseus)
- Macropus alnem, szürke óriáskenguruk, 2 faj
  - Keleti szürke óriáskenguru (Macropus giganteus)
  - Nyugati szürke óriáskenguru (Macropus fuliginosus)
- Osphranter alnem, hegyikenguruk vagy wallaroo-k, 4 faj
  - Hegyi óriáskenguru (Macropus robustus)
  - fekete hegyikenguru (Macropus bernardus)
  - antilopkenguru (Macropus antilopinus)
  - vörös óriáskenguru (Macropus rufus)

## Képek

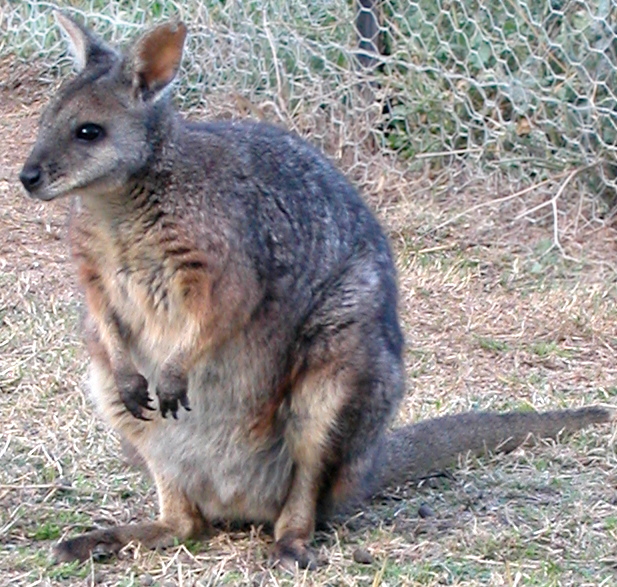
Derby-kenguru (Macropus eugenii)
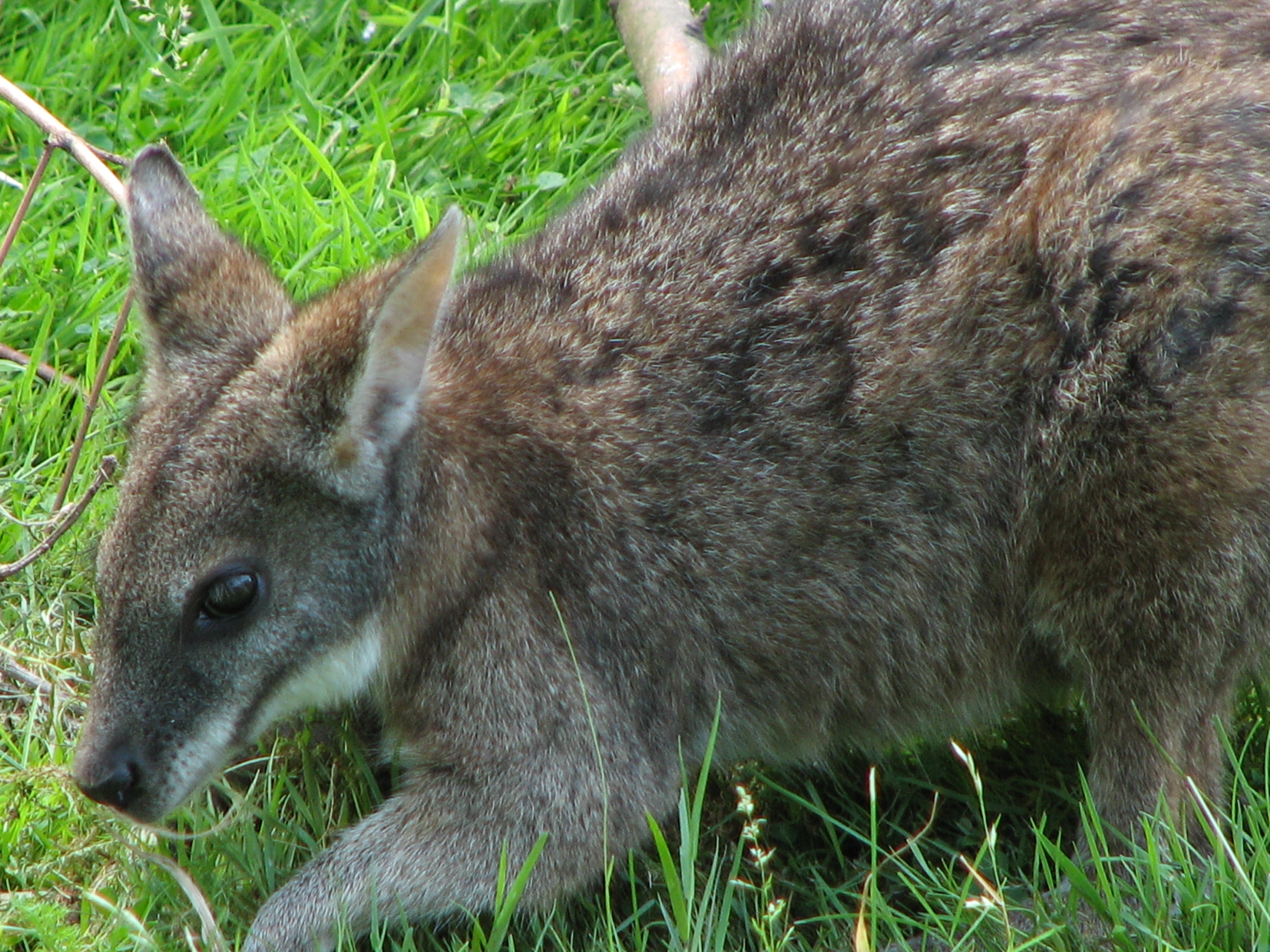
Parma-kenguru (Macropus parma)
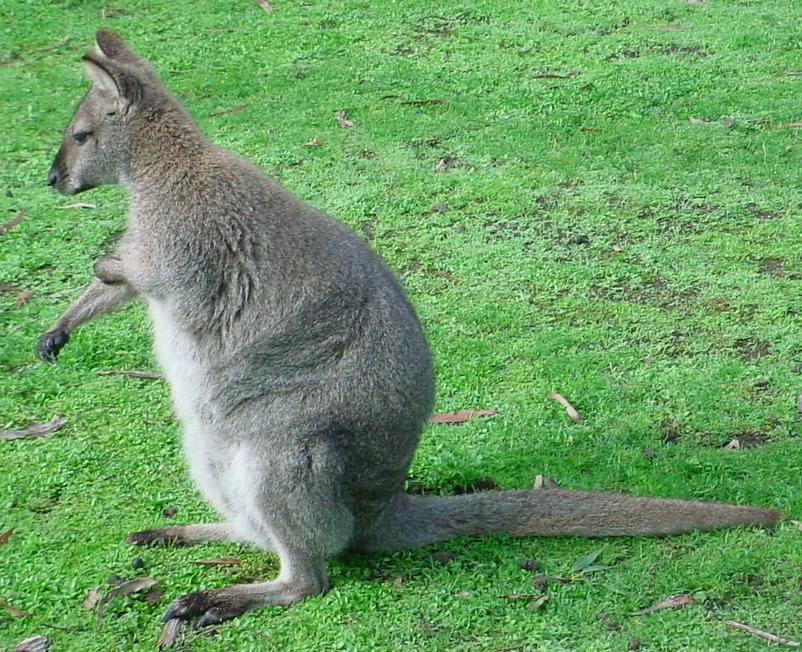
Bennett-kenguru (Macropus rufogriseus)
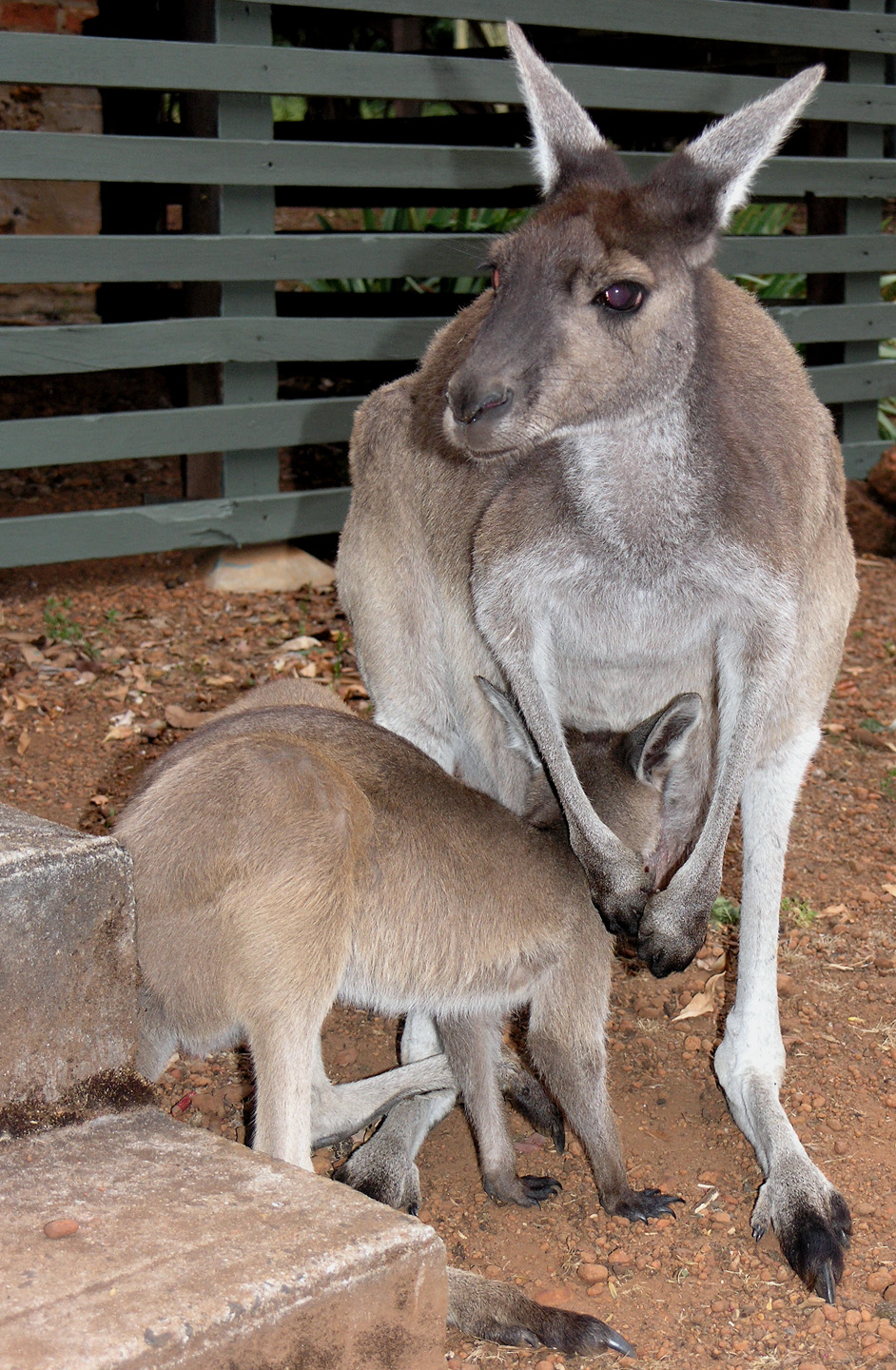
Nyugati szürke óriáskenguru (Macropus fuliginosus)
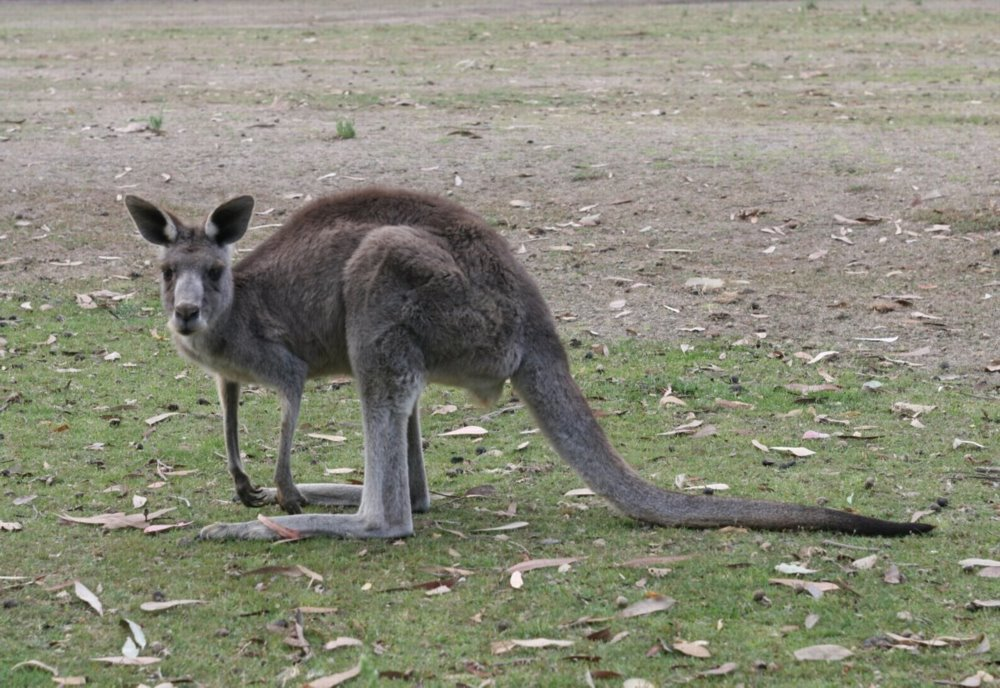
Keleti szürke óriáskenguru (Macropus giganteus)
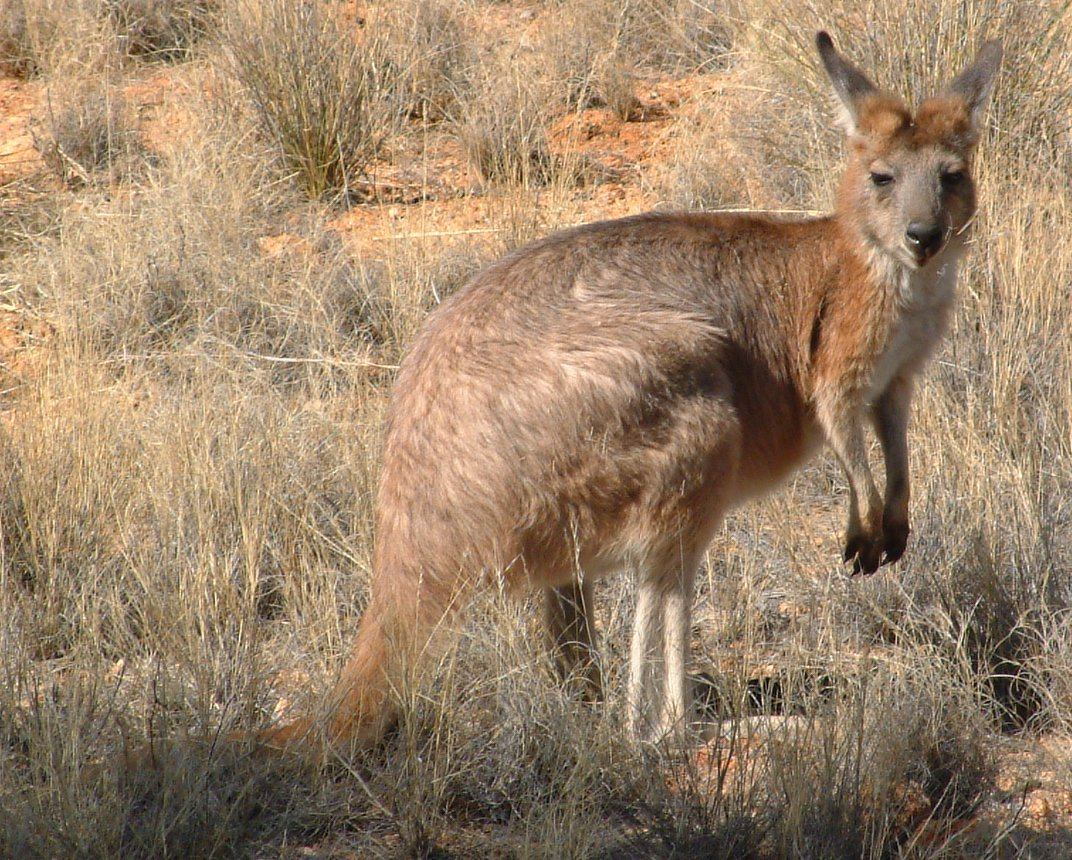
Hegyi óriáskenguru (Macropus robustus)
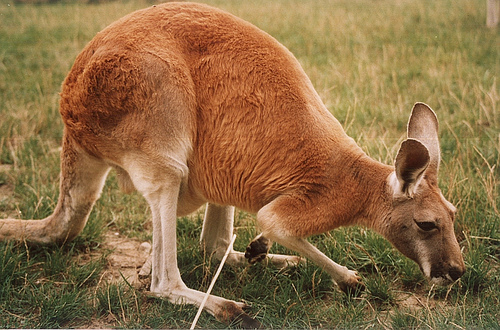
Vörös óriáskenguru (Macropus rufus)